# Армгард фон Валдек
Армгард фон Валдек (на немски: Armgard von Waldeck; † ок. 1370/1384) е графиня от Валдек и чрез женитба господарка на Дипхолц.
Тя е дъщеря на граф Хайнрих IV фон Валдек († 1344) и съпругата му Аделхайд фон Клеве († сл. 1337), дъщеря на граф Дитрих VI/VIII фон Клеве († 1305) и първата му съпруга Маргарета II фон Гелдерн († ок. 1287).
Сестра е на граф Ото II фон Валдек († 1369), Дитрих († 1355), каноник в Кьолн, Мюнстер и Майнц, Хайнрих V († 1347/1349), каноник в Кьолн и Минден, и Елизабет († 1385), омъжена 1331 г. за граф Йохан II фон Насау-Хадамар († 1365).

## Фамилия
Армгард фон Валдек се омъжва на 7 май 1342 г. за граф Конрад VI фон Дипхолц († 14 февруари 1379), вдовец на Мехтилд фон Холщайн († 1340), син на господар Рудолф III фон Дипхолц († сл. 1350) и съпругата му Юта фон Олденбург-Делменхорст († сл. 1331). Тя е втората му съпруга. Те имат пет деца:
- Йохан II фон Дипхолц († 20 ноември 1422), женен за графиня Кунигунда фон Олденбург
- Лудвиг († 1367), домхер в Оснабрюк
- Анна († пр. 1390), омъжена пр. 1390 г. за граф Ерик I фон Хоя († 1426/1427)
- Аделхайд (Агнес) († сл. 1383), омъжена за граф Ото III фон Хоя († 1428)
- Агнес († сл. 1386), абатиса в Убервасер в Мюнстер (1370 – 1386)

Конрад VI се жени трети път през 1374 г. за Гхезе († сл. 1406).